# The Sapphires: Muzyka duszy
The Sapphires: Muzyka duszy (ang. The Sapphires) – australijska komedia muzyczna z 2012 roku w reżyserii Wayne’a Blaira, oparta na sztuce Tony’ego Briggsa z 2004 roku The Sapphires oraz na prawdziwej historii. Wyprodukowana przez australijską wytwórnię Hopscotch Films oraz amerykańską wytwórnię The Weinstein Company. Główne role w filmach zagrali Chris O’Dowd, Deborah Mailman, Jessica Mauboy, Shari Sebbens i Miranda Tapsell.
Premiera filmu miała miejsce 19 maja 2012 roku podczas 65. Międzynarodowego Festiwalu Filmowego w Cannes. Trzy miesiące później po premierze w Cannes, film pojawił się 9 sierpnia 2012 roku w Australii, 22 marca 2013 w Stanach Zjednoczonych oraz 29 czerwca 2014 w Polsce na antenie HBO.

## Fabuła
Akcja filmu rozgrywa się w 1968 roku, a także opowiada historię australijskiego girlsbandu. Aborygenka Gail (Deborah Mailman) i jej trzy siostry – Julie (Jessica Mauboy), Kay (Shari Sebbens) oraz Cynthia (Miranda Tapsell) marzą o sławie. Łowca talentów Dave Lovelace (Chris O’Dowd) obiecuje pokierować karierą uzdolnionej muzycznie grupy. Siostry McCrae mają wystąpić dla żołnierzy w Wietnamie.

## Obsada
Źródło: Filmweb
- Chris O’Dowd jako Dave
- Deborah Mailman jako Gail McCrae
- Jessica Mauboy jako Julie McCrae
- Shari Sebbens jako Kay McCrae
- Miranda Tapsell jako Cynthia McCrae
- T.J. Power jako porucznik Jenson
- Georgina Haig jako Glynnis
- Tory Kittles jako Robby
- Eka Darville jako Hendo
- Tanika Lonesborough jako młoda Gail
- Nioka Brennan jako młoda Kay
- Lynette Narkle jako niania Theresa
- Kylie Belling jako Geraldine
- Tammy Anderson jako Evelyn
- Jake Ryan jako Cochise
- Miah Madden jako młoda Julie
- Ava Jean Miller-Porter jako młoda Cynthia
- Carlin Briggs jako młody Jimmy

i inni.